# Mar de Zanj
El mar de Zanj es un antiguo nombre para designar a aquella porción del océano Índico occidental costera de África Oriental adyacente a la región en los Grandes Lagos Africanos, referida por los geógrafos árabes medievales como Zanj. El mar de Zanj fue considerado una zona temible por los marineros árabes y abundaban las leyendas sobre los peligros en sus aguas, especialmente cerca de sus límites del extremo sur.

## Geografía
El término se aplicó a las extensiones marinas cercanas a la parte oriental del continente africano conocidas por antiguos viajeros y cronistas musulmanes como Al-Masudi y Ibn Battuta.
Aunque geográficamente fue definido de forma insuficiente, el área del mar de Zanj incluía una vasta región marítima que se extendía aproximadamente hasta donde los antiguos navegantes llegaban en sus dhows. Sujeto a las variaciones de los vientos monzónicos, el mar de Zanj se localizaba al sur del mar de Eritrea, extendiéndose fuera de la costa del sureste de África hacia el sur hasta el canal de Mozambique, incluyendo el archipiélago de las Comoras y las aguas de la costa oriental de Madagascar. En su flanco oriental, el mar se extendía al oeste de las Seychelles y al noroeste de las islas Mascareñas.